# Georg Christoph Gack
Georg Christoph Gack (* 8. Juli 1793 in Hof an der Saale; † 30. April 1867 in Sulzbach (Oberpfalz)) war ein deutscher Geistlicher, bayerischer Abgeordneter und Autor.

## Leben
Gack studierte Theologie in Erlangen. Nach seiner Promotion trat er 1818 die Stelle als Stadtpfarrer in Sulzbach an und heiratete Emilie Albertine Henriette von Seidel (1793–1862), die Tochter von Johann Esaias von Seidel, zu dem er offenbar ein gutes Verhältnis hatte. Nach einem schweren Stadtbrand 1822 organisierten beide gemeinsam die Hilfsaktionen. 1830 wurde er Dekan.  Von 1837 bis 1843 war er über drei Wahlperioden Mitglied der Kammer der Abgeordneten der Bayerischen Ständeversammlung.
Er war Mitglied des Ausschusses für „Gegenstände der Inneren Verwaltung“. In einer Beurteilung von 1839 galt er als „politisch regierungstreu“, werde aber „bei konfessionellen Fragen in der Opposition stehen“.

## Werk
Neben theologischen Fragen beschäftigte sich mit der Geschichte, insbesondere der Stadt und des Herzogtums Sulzbach. 1837 veröffentlichte er seine Geschichte des Herzogthums Sulzbach nach seinen Staats- und Religions-Verhältnissen, als wesentlicher Beitrag zur bayerischen Geschichte, die 1988 neu aufgelegt wurde.
- Geschichte des Herzogthums Sulzbach nach seinen Staats- und Religions-Verhältnissen, als wesentlicher Beitrag zur bayerischen Geschichte. Weigel, Leipzig 1847 (eingeschränkte Vorschau in der Google-Buchsuche).